# Dirección Nacional de Minería y Geología
Die Dirección Nacional de Minería y Geología (DINAMIGE) ist der Geologische Dienst von Uruguay und eine Organisationseinheit des Ministerio de Industria, Energía y Minería (Ministerium für Industrie, Energie und Bergbau). Der Sitz der Behörde befindet sich in Montevideo.

## Aufgaben
Zu den primären Aufgaben der Bergbau- und Geologiebehörde von Uruguay gehört die Entwicklung politischer Handlungsperspektiven, die eine rationelle wirtschaftliche Nutzung der nationalen Rohstoffe ermöglichen. Dazu gehören im Einzelnen:
- Einleitung und Gestaltung bergrechtlicher Genehmigungsverfahren sowie die Kontrolle und Überwachung aller Prozessabläufe im Verlaufe der Erkundung und Gewinnung von Bodenschätzen.
- Koordinierung von Forschungsprojekten, die der Rohstoffgewinnung dienen.
- Erarbeitung von Fachinformationen zur Fortentwicklung der Bergwesens und einer diesbezüglichen Politik.

## Geschichte
Die Dirección Nacional de Minería y Geología (deutsch: „Nationale Direktion für Bergbau und Geologie“), einer von insgesamt 6 ministeriellen Bereichen, entstand in der aktuellen Form im Zuge einer Reform der Staatsverwaltung auf Basis des Dekrets Nr. 190/997 vom 4. Juni 1997 und zwei weiteren Verfügungen aus den Jahren 1999 und 2004. Damit erfolgte eine Neuordnung im Aufgabenzuschnitt des Ministeriums.

## Wissenschaftliche Sammlungen, Museum
Das Museo Geominero (Geominero-Museum) in der aktuellen Struktur wurde 1937 geschaffen und dessen Gründungsdirektor war Rodolfo Méndez-Alzola, der seit 1936 als Geologe und Paläontologe im Staatsdienst tätig war. 1937 wurde er zum Leiter des Museums und der Laboratorien des damaligen Geologischen Instituts von Uruguay berufen, der Vorgängerinstitution der heutigen Dirección Nacional de Minería y Geología im Ministerium für Industrie, Energie und Bergbau (MIEM-DINAMIGE). Mit seiner Gründung richtete sich das Museum vorrangig an Wissenschaftler, den relevanten produzierenden Sektor und Handelsunternehmen. Es beherbergt eine geowissenschaftliche Sammlung sowie historische Dokumente im Zusammenhang mit der geowissenschaftlichen Erkundung von Uruguay.
Als DINAMIGE in den 1970er Jahren das aktuelle Dienstgebäude in der Straße Calle Hervidero 2861 bezog, wurde hier auch das Museum eingerichtet, das über eine Fachbibliothek und einen Konferenzraum verfügt. Seit seiner Gründung verwaltet das Museo Geominero das nationale Bohrkernlager und Archiv für Belegstücke der geologischen Verhältnisse in Uruguay.

## Galerie

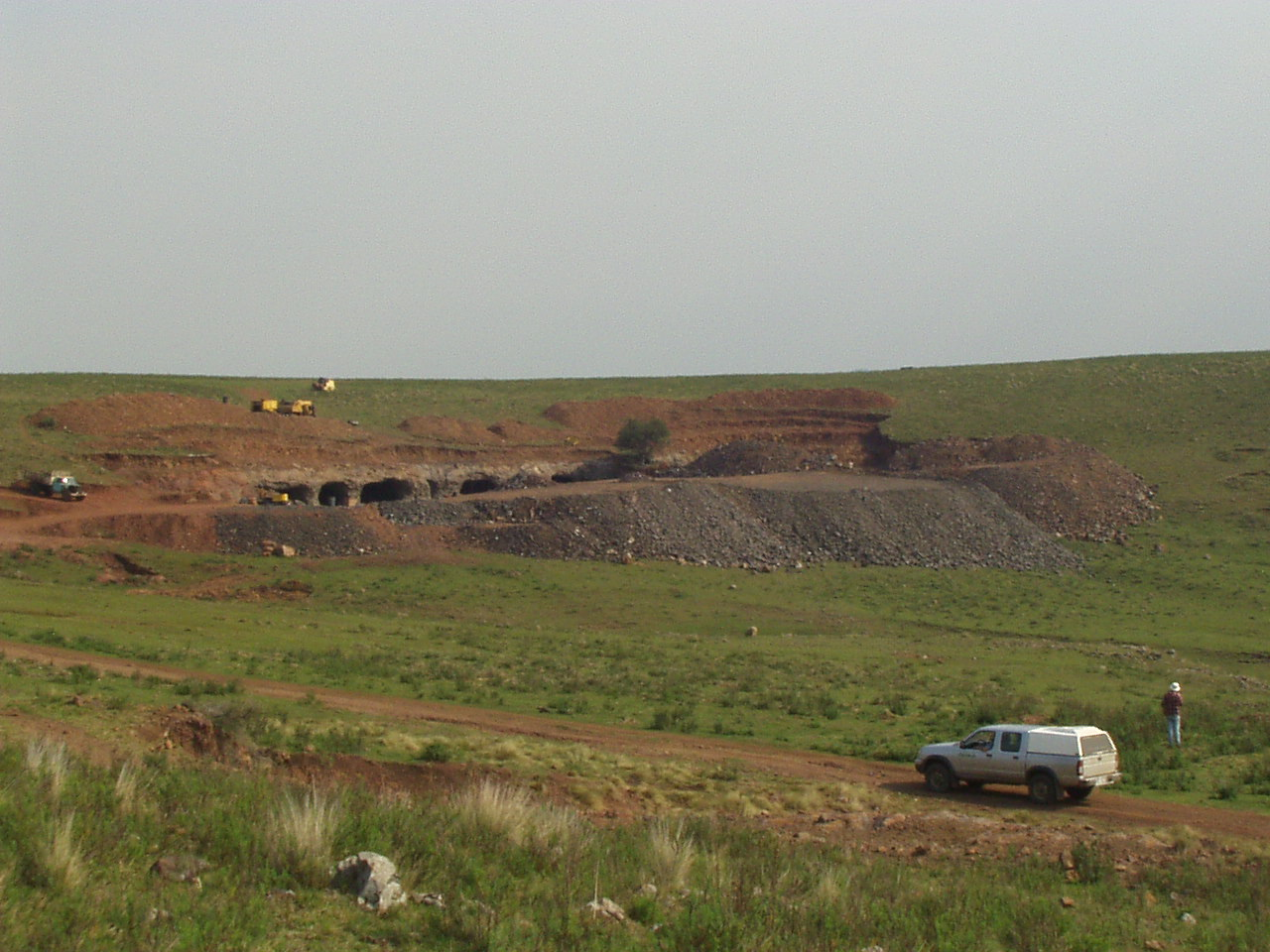
Amethyst-Bergwerk in Uruguay
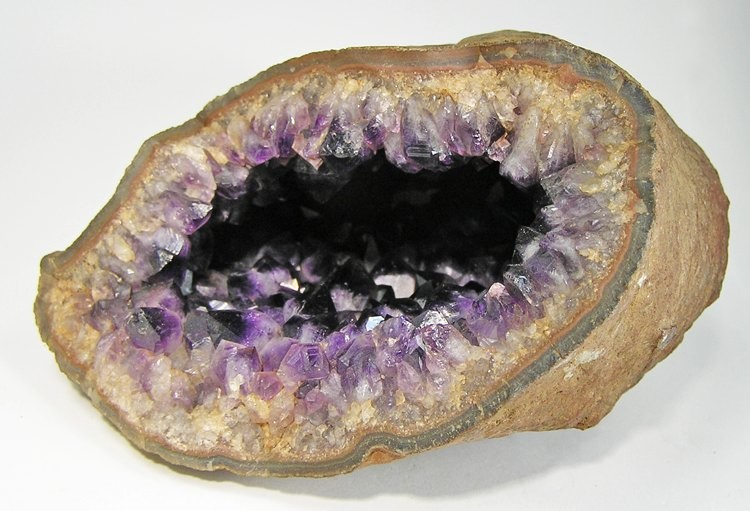
Amethyst-Geode aus einer Fundstätte im Departamento Artigas

## Periodika
- Industria extractiva de la República Oriental del Uruguay (1979 bis 1995), ISSN 0797-0331[4]